# Macmillan Pass
Macmillan Pass är en flygplats i Kanada.   Den ligger i territoriet Yukon, i den västra delen av landet, 4 200 km väster om huvudstaden Ottawa. 